# 堺市立八田荘小学校
堺市立八田荘小学校（さかいしりつ はったしょう しょうがっこう）は、大阪府堺市中区にある公立小学校。

## 沿革
- 明治時代初期に当時の大鳥郡八田寺（はんだいじ）村（町村制施行で周辺の村と合併し八田荘村）に設置された泉州第十八番小学校を起源としている。

- 校区に団地ができたことに伴って1970年代以降児童数が増加し、1967年には堺市立宮園小学校を、1981年には堺市立八田荘西小学校を分離している。

### 年表
- 1874年2月11日 - 泉州第十八番小学校として、八田寺村に開校。
- 1882年4月1日 - 大阪府管内和泉国大鳥郡八田寺小学校に改称。
- 1887年3月31日 - 大鳥郡八田寺尋常小学校に改称。
- 1889年4月1日 - 大鳥郡八田寺簡易小学校に改編。
- 1892年2月1日 - 大鳥郡八田寺尋常小学校に再改編。
- 1896年4月1日 - 郡の合併により、泉北郡八田寺尋常小学校と称する。
- 1900年9月8日 - 泉北郡八田荘尋常小学校に改称。
- 1941年4月1日 - 国民学校令により、泉北郡八田荘国民学校に改称。
- 1942年7月1日 - 八田荘村の堺市への編入合併に伴い、堺市八田荘国民学校に改称。
- 1945年 - 堺市湊尋常小学校（堺市立新湊小学校の前身校）より学童集団疎開を受け入れ。
- 1947年4月1日 - 学制改革により、堺市立八田荘小学校に改称。
- 1949年6月 - 学校給食を開始。
- 1961年9月16日 - 第2室戸台風で校舎被害。
- 1966年9月1日 - 従来の校区の一部を、新設の堺市立平岡小学校の校区へ分離。
- 1967年4月1日 - 堺市立宮園小学校を分離。
- 1981年4月1日 - 堺市立八田荘西小学校を分離。

## 通学区域
- 堺市中区 八田南之町、堀上町の全域。
- 堺市中区 八田北町（10番地、510番地を除くほぼ全域）。
- 堺市中区 毛穴町、八田寺町のそれぞれ一部。

卒業生は基本的に堺市立八田荘中学校に進学する。

## 交通
- JR阪和線 鳳駅から東南東へ30分
- JR阪和線 津久野駅から南南東へ30分
- 南海泉北線 深井駅から西へ25分
- 南海バス鈴の宮団地東口バス停
  - 泉北高速鉄道 深井駅（西）3番乗り場から津久野駅前行き
  - JR阪和線 津久野駅前3番乗り場から深井駅行き